# Paroisse de Westfield
Pour les articles homonymes, voir Westfield.
Ne doit pas être confondu avec Westfield (Nouveau-Brunswick).
La paroisse de Westfield est à la fois une paroisse civile et un ancien district de services locaux (DSL) canadien du comté de Kings, située au centre du Nouveau-Brunswick. Le DSL, aussi appelé Westfield-Ouest, comprend l'autorité taxatrice de Westfield (Westfield-Est). Dans le cadre de la réforme de la gouvernance locale du 1er janvier 2023, le territoire du DSL a été réparti entre la ville de Grand Bay-Westfield et le district rural de Fundy.

## Toponyme
La paroisse est possiblement nommée ainsi d'après la ville de Westfield, au Massachusetts, ou d'après la ville de Westfield, au New Jersey, par analogie avec sa position dans le comté de Kings.

## Géographie

### Villages et hameaux
La paroisse comprend les hameaux suivants: Cheyne Settlement, Keatings Corner, Public Landing et Woodmans Point.

## Histoire
Un village fortifié est fondé par les Malécites à la pointe Woodmans. L'endroit est mentionné pour la première fois en 1697. Le Français Charles Deschamps de Boishébert choisit le site en 1749 pour construire le fort Nerepis. Les Français utilisent le fort jusqu'en 1755, lorsque Robert Monckton commence la déportation des Acadiens de la région. Les Acadiens ont vraisemblablement un village près du fort Nerepis puisque Bruce note qu'il y a des champs en 1762. B. P. Glasier reçoit une concession à l'embouchure de la rivière Nerepis en 1765 et y construit le manoir Glasier's. Le manoir est revendu au Colonel Coffin, qui le renomme Alwington. Au début du XXe siècle, la propriété est déjà revendue à divers propriétaires. Le site exact du fort Nerepis n'est jamais retrouvé mais le lieu devient un site historique national en 1930. Milkish est fondé en 1784 par des Loyalistes.
La paroisse de Westfield fut l'une des 36 paroisses créées à l'origine en 1786. Son territoire fut légèrement changé en 1796. Le comté de Kings fut constitué en municipalité durant les années 1870. La municipalité du comté de Kings est dissoute en 1966. La paroisse de Westfield devient un district de services locaux en 1967. Le village de Pamdenec, de Grand Bay et de Westfield furent séparés de la paroisse par la suite, de même que le nouveau DSL de Westfield. En 1988, une partie de la paroisse de Westfield fut annexée à Grand Bay.

## Économie
Entreprise Saint-Jean, membre du Réseau Entreprise, a la responsabilité du développement économique.

## Administration

### Comité consultatif
En tant que district de services locaux, Westfield est administré directement par le Ministère des Gouvernements locaux du Nouveau-Brunswick, secondé par un comité consultatif élu composé de cinq membres, dont un président.

### Commission de services régionaux
La paroisse de Westfield fait partie de la Région 9, une commission de services régionaux (CSR) devant commencer officiellement ses activités le 1er janvier 2013. Contrairement aux municipalités, les DSL sont représentés au conseil par un nombre de représentants proportionnel à leur population et leur assiette fiscale. Ces représentants sont élus par les présidents des DSL mais sont nommés par le gouvernement s'il n'y a pas assez de présidents en fonction. Les services obligatoirement offerts par les CSR sont l'aménagement régional, l'aménagement local dans le cas des DSL, la gestion des déchets solides, la planification des mesures d'urgence ainsi que la collaboration en matière de services de police, la planification et le partage des coûts des infrastructures régionales de sport, de loisirs et de culture; d'autres services pourraient s'ajouter à cette liste.

### Représentation et tendances politiques
Nouveau-Brunswick: La paroisse de Westfield fait partie de la circonscription provinciale de Fundy-River Valley, qui est représentée à l'Assemblée législative du Nouveau-Brunswick par Jim Parrott, du Parti progressiste-conservateur. Il fut élu en 2010.
 Canada: La paroisse de Westfield fait partie de la circonscription électorale fédérale de Nouveau-Brunswick-Sud-Ouest, qui est représentée à la Chambre des communes du Canada par Gregory Francis Thompson, ministre des Anciens Combattants et membre du Parti conservateur. Il fut élu lors de la 40e élection fédérale, en 1988, défait en 1993 puis réélu à chaque fois depuis 1997.

## Vivre dans la paroisse de Westfield
Le DSL est inclus dans le territoire du sous-district 9 du district scolaire Francophone Sud. L'école Samuel-de-Champlain de Saint-Jean est l'établissement francophone le plus proche alors que les établissements d'enseignement supérieurs les plus proches sont dans le Grand Moncton.
Les bureaux de poste et les détachements de la Gendarmerie royale du Canada les plus proches sont à Grand Bay-Westfield et à Hampton.
Les anglophones bénéficient du quotidien Telegraph-Journal, publié à Saint-Jean, et du Kings County Records, de Sussex. Les francophones bénéficient quant à eux du quotidien L'Acadie nouvelle, publié à Caraquet, ainsi que l'hebdomadaire L'Étoile, de Dieppe.

## Culture

### Personnalités
- John Coffin (1751-1838), officier, homme d'affaires, homme politique, juge de paix, juge et fonctionnaire, mort dans la paroisse de Westfield